# Vierpunktkreuz
Das Vierpunktkreuz, auch Komejirushi (japanisch 米印, wörtlich: Reismarke, Unicode: U+203B reference mark = Japanese Kome) ist ein Satzzeichen, das überwiegend im Japanischen benutzt wird. Der japanische Name weist auf die Ähnlichkeit des Zeichens mit dem Kanji 米 für Reis hin. Diese Herleitung bestätigt nicht die Ansicht, das Zeichen habe seinen Namen von den als verstreute Reiskörner gesehenen vier einzelnen Punkten.
Das Zeichen ist kein spezifisch japanisches, nur zu ostasiatischen CJK-Schriften typografisch passendes Satzzeichen (wie sie überwiegend im Unicode-Block „CJK-Symbole und -Interpunktion“ zu finden sind). Entsprechend findet sich das Zeichen auch in Schriftarten für Lateinschrift, z. B. der Linux Libertine.

## Verwendung in japanischen Texten

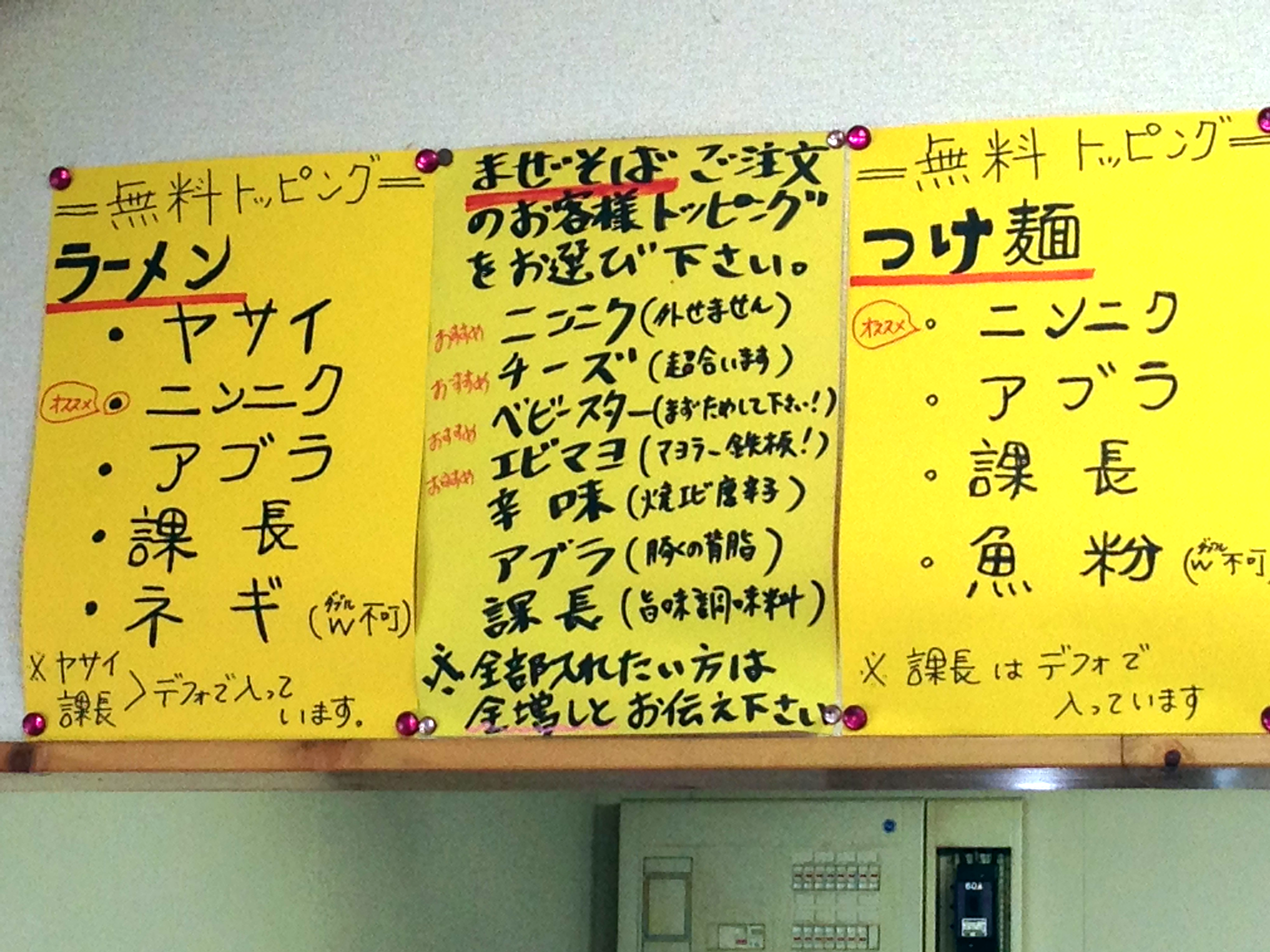
Aushang in einem Ramen-Laden in Japan mit Vierpunktkreuzen in den untersten Zeilen, 2014

In japanischen Texten wird es benutzt, um die Aufmerksamkeit auf einen wichtigen Satz zu lenken, etwa ein Vorwort oder Fußnoten. Es wird im Gegensatz zum europäischen Sternchen nicht benutzt, um eine Stelle im Text direkt mit einer Fußnote zu verbinden. (Fußnoten werden unter dem Text nacheinander aufgelistet.) Mehrere so markierte Textstellen können durch unmittelbar auf das Zeichen folgende Ziffern nummeriert werden (※1, ※2, …).
Beispiel:
| ・・・、動物の性にはオスとメスがある※。・・・ ・・・。 ※ただし両性の動物も存在する。 | ..., es gibt Tiere männlichen und weiblichen Geschlechts※. ... .... ※ Es gibt jedoch auch zwittrige Tiere. |

In Japan kennzeichnet das Zeichen gelegentlich auch Reisprodukte und Geschäfte, in denen solche Produkte (auch Sake) verkauft werden.

## Verwendung in lateinschriftlichen Texten

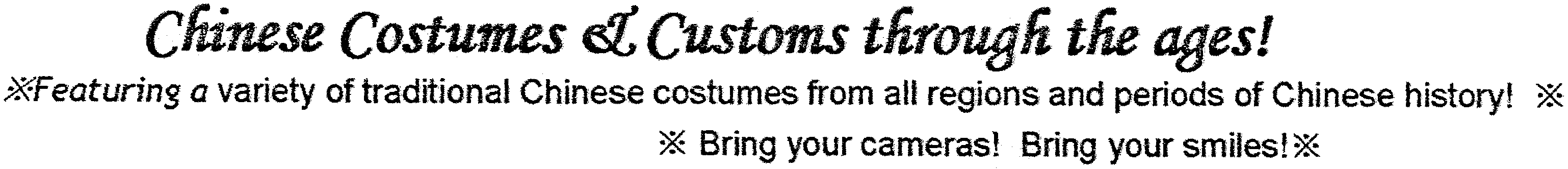
Vierpunktkreuze als Blickfangzeichen in einer Veranstaltungsankündigung auf einer Flusskreuzfahrt in China, 2019

In frühmittelalterlichen europäischen Urkunden wurde ein „Andreaskreuz mit einem Punkte in jedem Winkel“ als Auslassungszeichen verwendet.
In den vom Unicode-Konsortium herausgegebenen Codetabellen markiert das Zeichen standardisierte Alternativnamen (normative aliases) für Zeichen, deren unveränderbarer Unicode-Name sich nach der Festlegung als inhaltlich fehlerhaft herausgestellt hat. Beispiel:
01A2 Ƣ LATIN CAPITAL LETTER OI
       ※ LATIN CAPITAL LETTER GHA
Es findet sich auch gelegentlich in lateinschriftlichen Texten aus ostasiatischen Ländern als Aufzählungszeichen oder in ähnlichen Verwendungen wie der Blickfangpunkt.

## Darstellung auf Computersystemen
| Zeichen | Unicode Codepunkt verlinkt auf den Unicodeblock | Bezeichnung/Beschreibung                     | Dezimal- code | HTML- Entität | LaTeX              | Tastatureingabe mit Belegung E1 |
| ------- | ----------------------------------------------- | -------------------------------------------- | ------------- | ------------- | ------------------ | ------------------------------- |
| ※       | U+203B reference mark                           | Vierpunktkreuz                               | 8251          |               | \textreferencemark | (Alt Gr + ä) – #                |
| ⁜       | U+205C dotted cross                             | Kreuz mit Punkten (historisches Satzzeichen) | 8284          |               |                    |                                 |
| ፠       | U+1360 ethiopic section mark                    | äthiopisches Absatzzeichen                   | 4960          |               |                    |                                 |